# Grote dansvlieg
De grote dansvlieg (Empis tessellata) is een vlieg, die onder andere leeft van andere vliegen en behoort tot de familie dansvliegen (Empididae). Ze vliegen van mei tot augustus. De grote dansvlieg zuigt vaak nectar uit bloemen.
De grote dansvlieg is 11-13 mm lang en heeft een lange, omlaaggerichte zuigsnuit. De mannetjes onderscheiden zich van de vrouwtjes door de donkere en bredere vleugels. In de paartijd biedt het mannetje het vrouwtje een gevangen vlieg aan, waarna paring volgt, terwijl het vrouwtje de prooi leegzuigt.

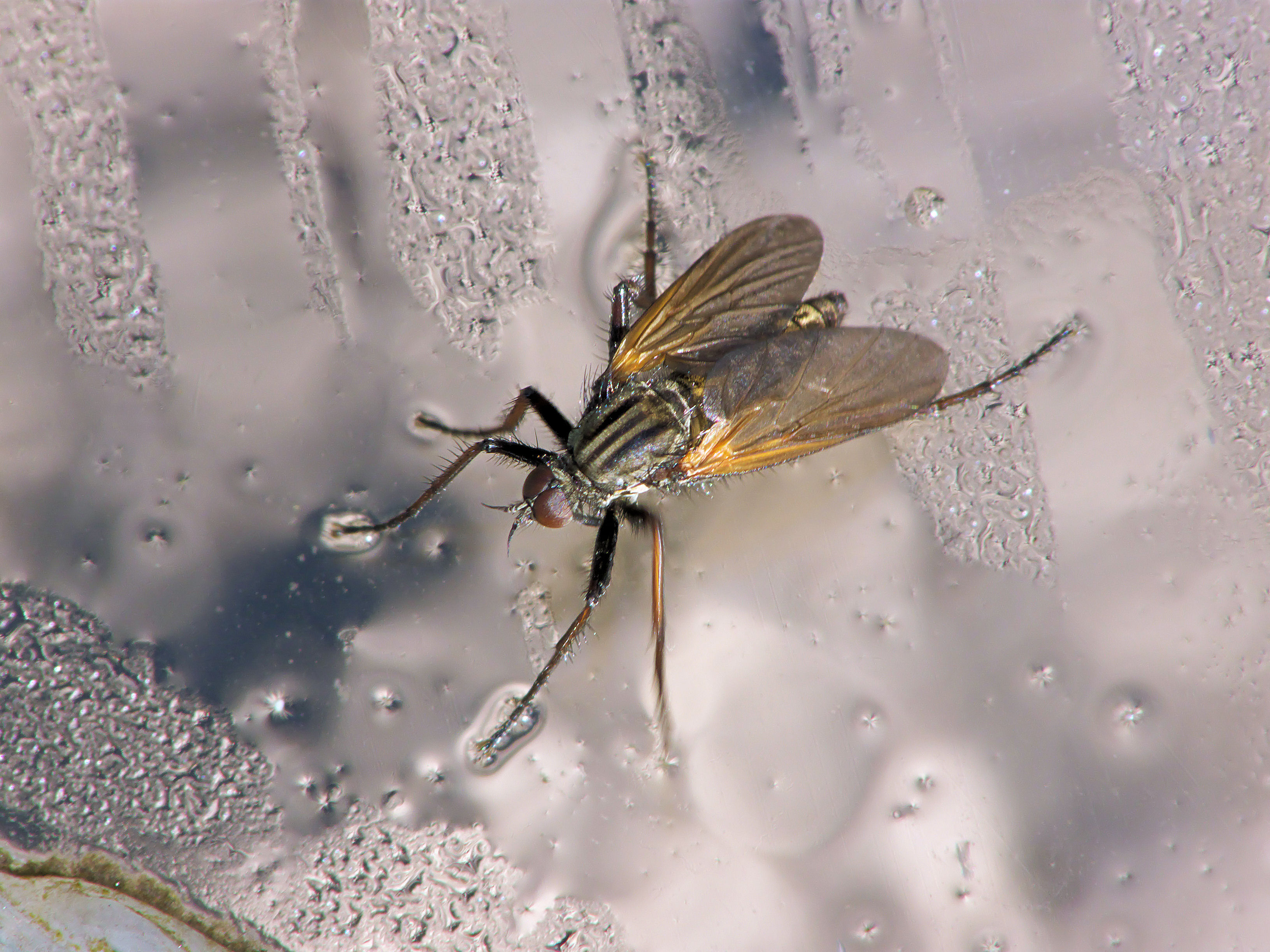
Grote dansvlieg